# فرد راوش
فرد راوش (بالألمانية: Fred Rauch)‏ هو كاتب أغاني وكاتب نمساوي، ولد في 28 سبتمبر 1909 في فيينا في النمسا، وتوفي في 1 يونيو 1997 في غموند أم تيغرنزيه في ألمانيا.

## وصلات خارجية
- فرد راوش على موقع IMDb (الإنجليزية)
- فرد راوش على موقع ميوزك برينز (الإنجليزية)
- فرد راوش على موقع ديسكوغز (الإنجليزية)
- فرد راوش على موقع كينوبويسك (الروسية)